# Euroferrys

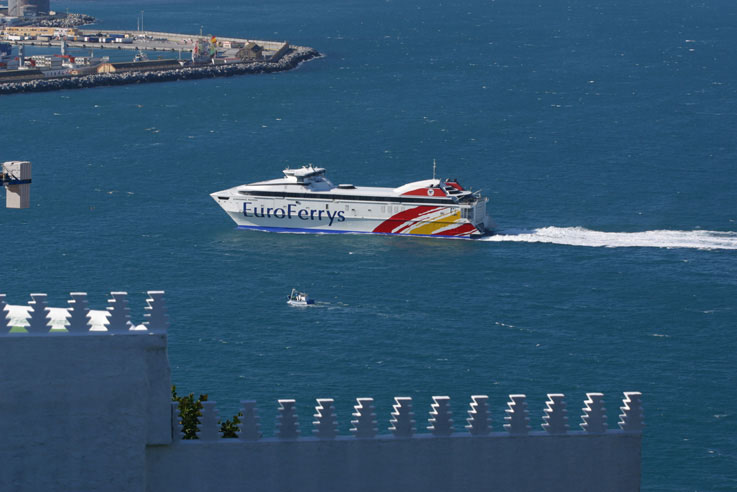
Euroferrys Pacífica entrando a Ceuta para desembarque de pasajeros.

Euroferrys fue una compañía española de ferris creada por la unión de varios propietarios de agencias de viajes de Algeciras y Ceuta.  Operando con distintos buques el servicio de pasajeros y de carga rodada de mercancías entre el puerto Algeciras y los puertos del norte de África de Tánger y Ceuta desde 1998 a 2024

## Fechas e historia
- 1998 - inició sus operaciones con el catamarán "Euroferrys I"
- 1999 - Adquiere el MS Euroferrys Atlantica en Shelbourne (Canadá) llegando a España el 26 de Marzo y empezando a navegar entre los puertos de Algeciras y Tanger en el mes de Julio del mismo año
- 2001 - Adquiere el HSC Euroferrys Pacifica, fabricado por Austal ships (Australia)
- 2005 - inició su operación a Nador dirigido por Hassan Azmani
- 2006 - Adquirido por Acciona Trasmediterránea.
- 2008 - Fusión con la empresa matriz Trasmediterránea Acciona.
- 2010 - HSC Euroferrys Pacífica repintado en Acciona Trasmediterránea.
- 2013 - HSC Euroferrys Pacifica es vendido a Conferry, naviera estatal venezolana, y rebautizado como "Virgen del Valle II"
- 2024 - Europa Ferrys S.A es absorbida al 100% por la empresa matriz, Compañía Trasmediterranea S.A, desapareciendo como empresa

## Flota
Euroferrys operó dos transbordadores rápidos y 5 buques convencionales durante sus 10 años en funcionamiento.
- HSC Euroferrys Primero
- HSC Euroferrys Pacífica
- MS Bahía de Ceuta
- MS Euroferrys Atlántica
- MS Giulia d'Abundo
- MS Punta Europa
- MS Mistral